# Swarożyn (stacja kolejowa)
Swarożyn – stacja kolejowa w Swarożynie, w województwie pomorskim, w Polsce. Znajduje się na linii nr 203. Tczew – Kostrzyn.

## Ruch pasażerski
| Rok  | Wymiana pasażerska na dobę |
| ---- | -------------------------- |
| 2017 | 50-99                      |
| 2022 | 150-199                    |